# Letecký hangár (Rakovník)
Letecký hangár v Rakovníku je krytá hala se zděnými stěnami a zaoblenou střechou s dřevěnou lamelovou konstrukcí. Hangár byl budován v letech 1949–⁠1955 a dosud (2022) slouží Aeroklubu Rakovník pro úschovu letadel.

## Historie
První hangár Aeroklubu Rakovník byl v prostoru letiště Rakovník vybudován v roce 1946, v roce 1948 nicméně podlehl požáru, a to i s uloženými letadly. V roce 1949 byl zpracován projekt na stavbu nového hangáru, jeho realizace pak probíhala v letech 1949–19⁠55. Zatímco zděná konstrukce obvodových zdí byla vybudována samotnými členy klubu v rámci brigádnické činnosti, dřevěnou konstrukci střechy zbudovala společnost TESKO Praha v letech 1954–19⁠55. V roce 1982 byly k západní straně hangáru přistavěny nové skladovací prostory.
V roce 2012 byl hangár prohlášen kulturní památkou.

## Architektura
Budova hangáru je orientována jižním průčelím k přístávací ploše. Jedná se o objekt obdélníkového půdorysu, o rozměrech 26 × 30,5 metrů. Obvodové zdi jsou omítnuty béžově, interiér bíle. V jižní stěně budovy je prolomen vstupní otvor pro vjezd letadel, ten je uzavírán šestidílnými posuvnými vraty. Protější severní průčelí je dvouosé, s neotevíratelnými tabulkovými okny zasklenými drátosklem. Východní a západní stěna jsou koncipovány souměrně, vždy se sedmi nosnými pilíři a dvěma okny. Interiér hangáru je zcela volný, s otevřeným krovem. Umožňuje tak pohled na lamelovou konstrukci střechy.

## Konstrukce střechy

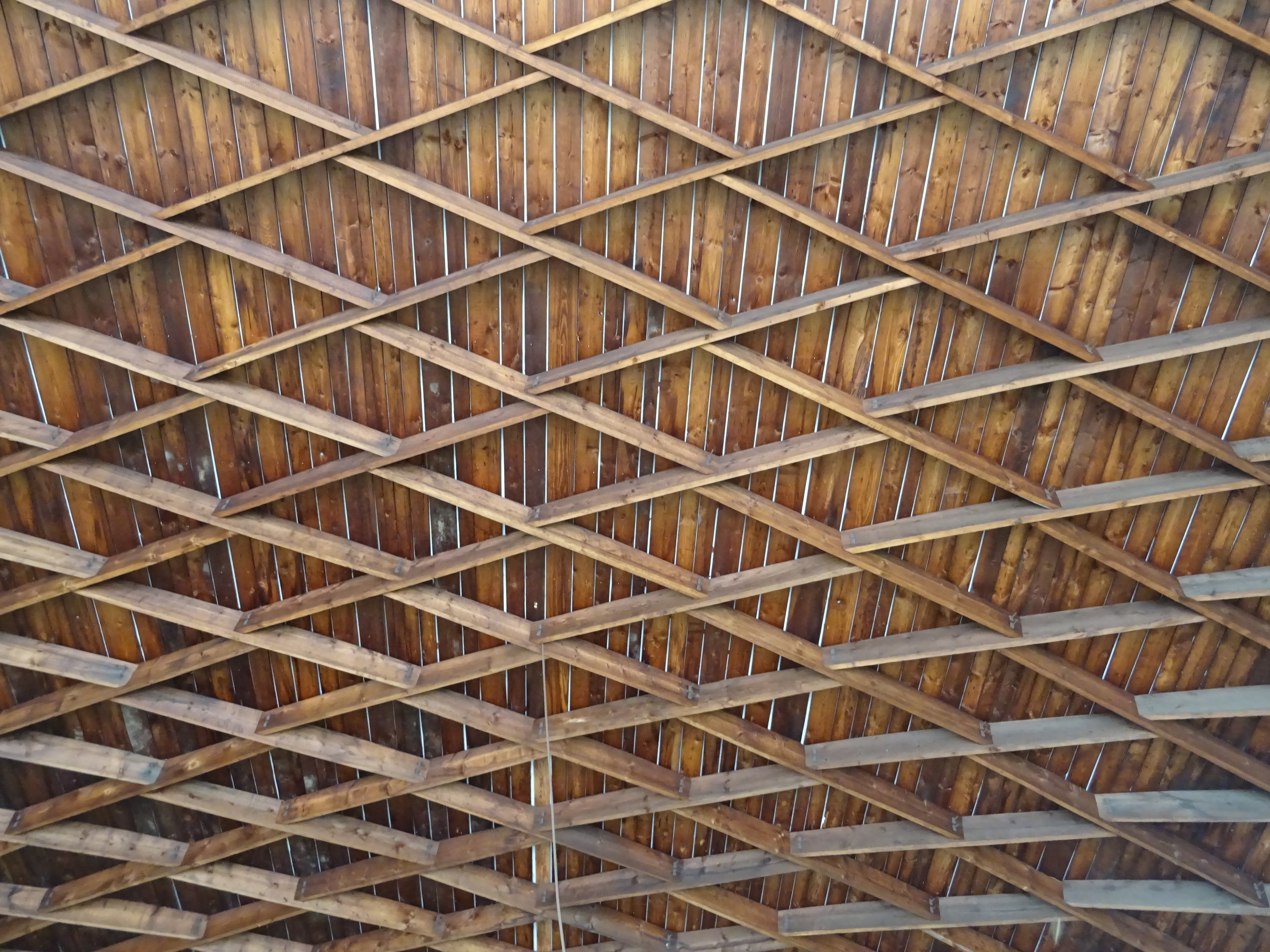
Lamelová konstrukce střechy hangáru

Střecha je tvořena segmentovou válcovou klenbou zakončenou námětky. Rozpětí klenby je asi 26 metrů a výška přibližně 4,5 metrů. Klenba je sestavena z lamel z měkkého dřeva o délce 150–250 centimetrů. Ty jsou dle tvaru střechy na horní straně seříznuty do oblouku a na koncích vždy dosedají na sousední lamely. Vzniká tak kosočtverečná mřížovina. Samotný střešní plášť je pak tvořen prkenným bedněním. Konstrukce střechy je posílena ocelovými táhly.